# Morro do Capão Doce
Morro do Capão Doce, nombre de una montaña de tipo morro o eminencia redondeada en la Región Sur de Brasil (donde es la mayor altitud); se encuentra  situada en la frontera de los estados de Paraná y Santa Catarina. Es la más elevada de las cumbres de la Serra da Fartura (más conocida en español como Sierra de Misiones); el morro alcanza una altitud de 1370 m s. n. m.  y consiste en una elevación redondeada que se levanta sobre el amesetado terreno circundante teniendo respecto a tal terreno una elevación local de menos de 150 m. Sus vertientes drenan hacia la  Cuenca del Río de la Plata a través, por ejemplo de los ríos Jangada y Chapecó que por su parte son afluentes de los ríos Paraná y Uruguay que confluyen a más de 1000 km aguas abajo en el Río de la Plata. La palabra capão es de origen guaraní y tupí y, en esa región significa a todo sector cubierto de bosques rodeado por vegetación más baja. Originalmente esta colina estaba cubierta por la gran conífera llamada cury.

Se considera que esta montaña es el mismo Cerro Oyárbide u Oyarvide que España reclamó como uno de los límites extremos del Virreinato del Río de la Plata y que luego la República Argentina (hasta 1895) reclamó como límite más oriental en Misiones.

## Características
Se encuentra en el municipio de Água Doce y el estado de Santa Catarina. La parte superior del Morro do Capão Doce es 1306 metros sobre el nivel del mar, o 10 metros sobre el terreno circundante. La anchura en la base es de 0,53 kilómetros. 
El terreno alrededor del Morro del Capão Doce es al este montañoso, pero al oeste es el plano. El punto más alto cerca de los 1372 metros sobre el nivel del mar, a 2,5 km al norte del Morro del Capão Doce. La zona está poco poblada. No hay comunidades cercanas.
En los alrededores de Morro do Capão Doce crecen principalmente bosques de hojas caducas verdes y campos de pampa. El clima en la zona es húmedo y subtropical . La temperatura media anual en la zona es de 15  °C . El mes más cálido es diciembre, cuando la temperatura promedio es de 18 °C y la más fría es junio, con 11 °C  cuando llegan a producirse nevadas (como en las noches y madrugadas en mayo y luego en junio y julio de 1789 sorprendieron a los exploradores españoles y rioplatenses comandados por el vasco español Andrés de Oyárbide). El promedio anual promedio de precipitaciones de 2484 milímetros. El mes más lluvioso es junio, con un promedio de 360 mm de precipitación , y el más seco es agosto, con 136 mm de lluvia.